# Saint Patrick's Day

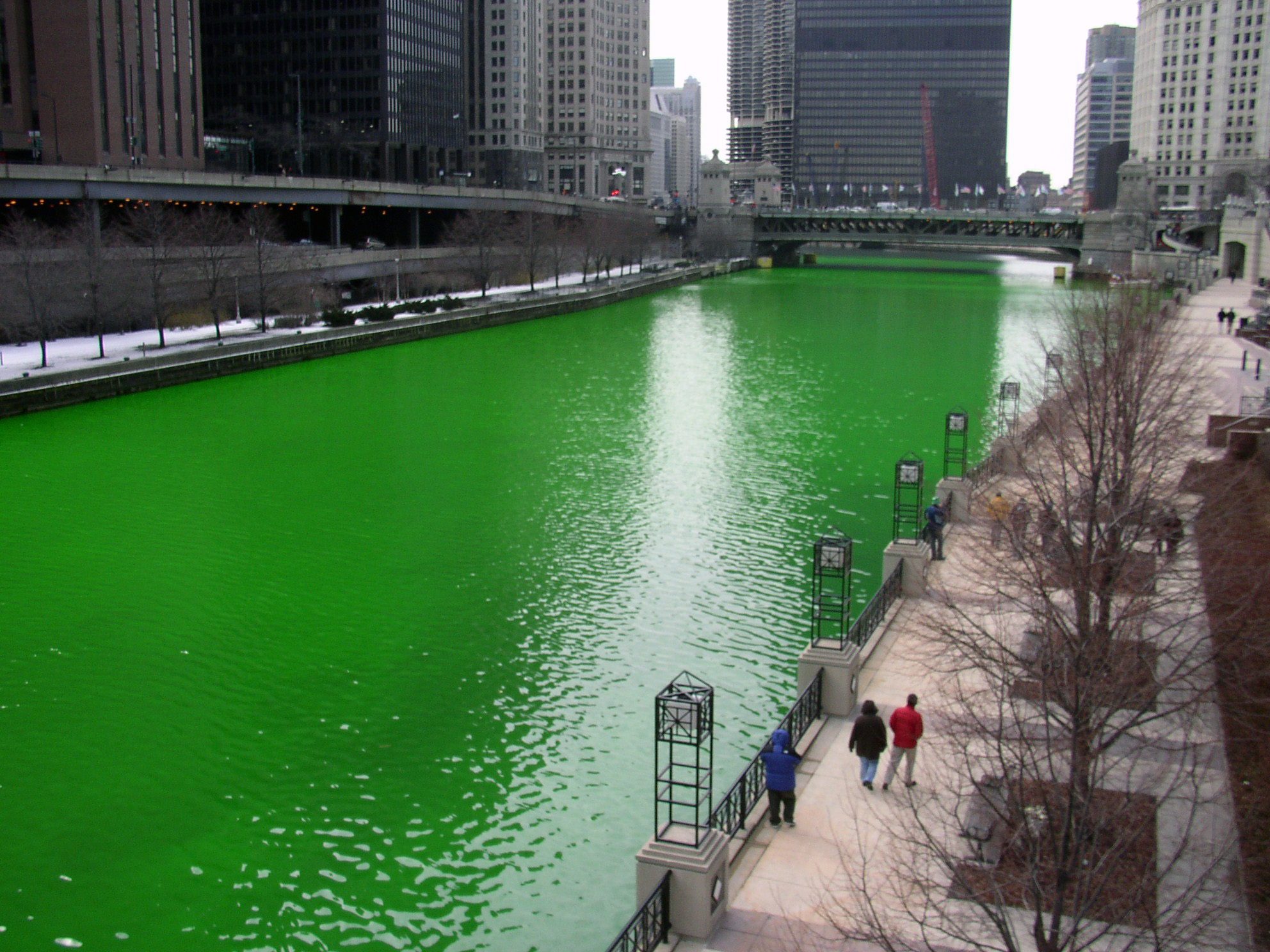
De Chicago, groen gekleurd ter gelegenheid van Saint Patrick's Day

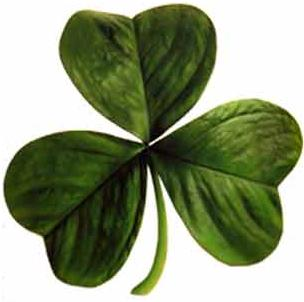
Shamrock, door Sint-Patricius gebruikt om de Heilige Drie-eenheid te symboliseren

Saint Patrick's Day (Iers: Lá Fhéile Pádraig) is een culturele en religieuze feestdag die valt op 17 maart, de dag waarop men de 5e-eeuwse heilige Patrick herdenkt. Saint Patrick is de beschermheilige van Ierland en 17 maart is daardoor de nationale feestdag van het land. Het is tevens een feestdag in Noord-Ierland, in de Canadese provincie Newfoundland en Labrador en op Montserrat. De dag wordt in Ierland uitbundig gevierd met openluchtconcerten, kermis, een grote optocht en vuurwerk bij de Liffey in Dublin. De kleur groen, die vaak met Ierland geassocieerd wordt, speelt ook op Saint Patrick's Day een prominente rol. Veel feestgangers dragen groene kleding en men kan op deze dag bijvoorbeeld groen bier kopen.
Saint Patrick's Day wordt ook groots gevierd in de Verenigde Staten en Australië, landen waar veel Ieren naartoe zijn geëmigreerd. In deze landen worden veel grote optochten georganiseerd. In New York vindt de oudste en grootste parade ter wereld plaats. Ook is het een traditie dat de Taoiseach (de Ierse premier) en de president van de Verenigde Staten op Saint Patrick's Day overleg met elkaar hebben over de voortgang van het vredesproces in Ierland, en breder over de gevolgen van gebeurtenissen in de wereld.
In veel landen is een jaarlijks groeiende groep mensen die Saint Patrick's Day viert. Niet alleen Ieren of mensen met Ierse voorouders; er is ook een groep zonder Ierse wortels, die zichzelf 'Irish for the day' verklaren. Zo heeft de voormalige burgemeester van New York, Ed Koch, zichzelf eens omgedoopt tot 'Ed 'O Koch'.
Saint Patrick's Day is niet alleen verbonden aan de Ierse cultuur, maar is ook een christelijk feest dat door de Katholieke Kerk, de Anglicaanse Kerk, de Lutherse Kerk en de Oosters-orthodoxe Kerk gevierd wordt. De feestdag valt altijd in de vastentijd en kan soms in de zogeheten Goede Week vallen. Is dat het geval, dan worden de festiviteiten verschoven naar de tweede maandag na Pasen.

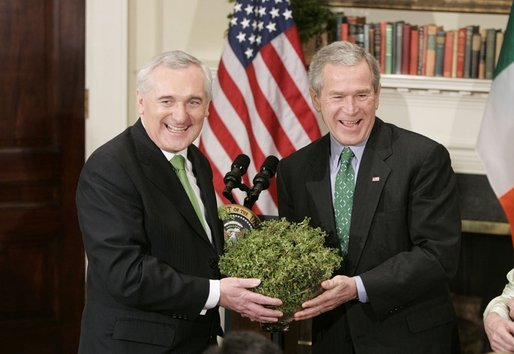
George W. Bush viert Saint Patrick's Day (2005)
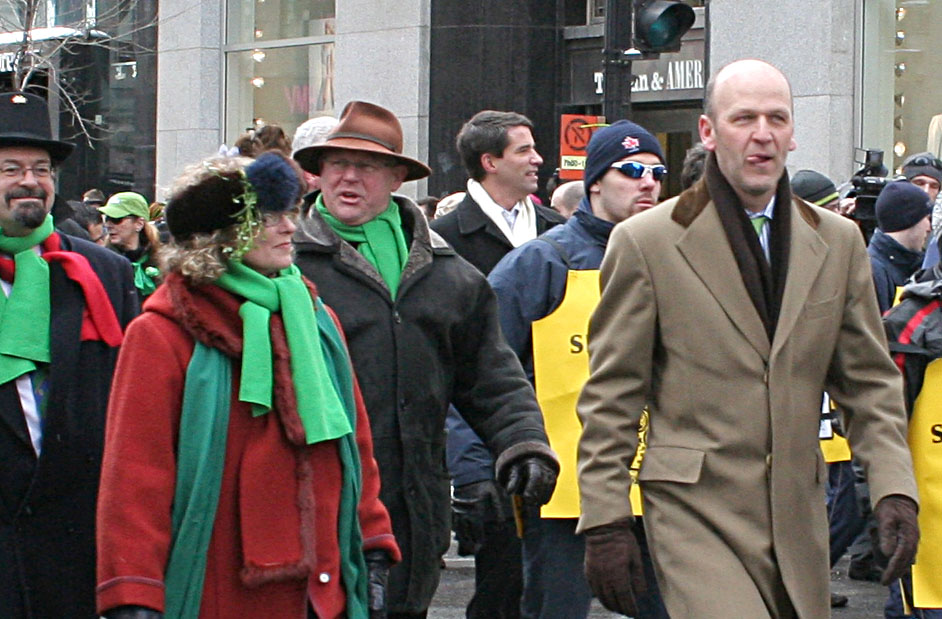
Saint Patrick's Day in Montréal (2007)
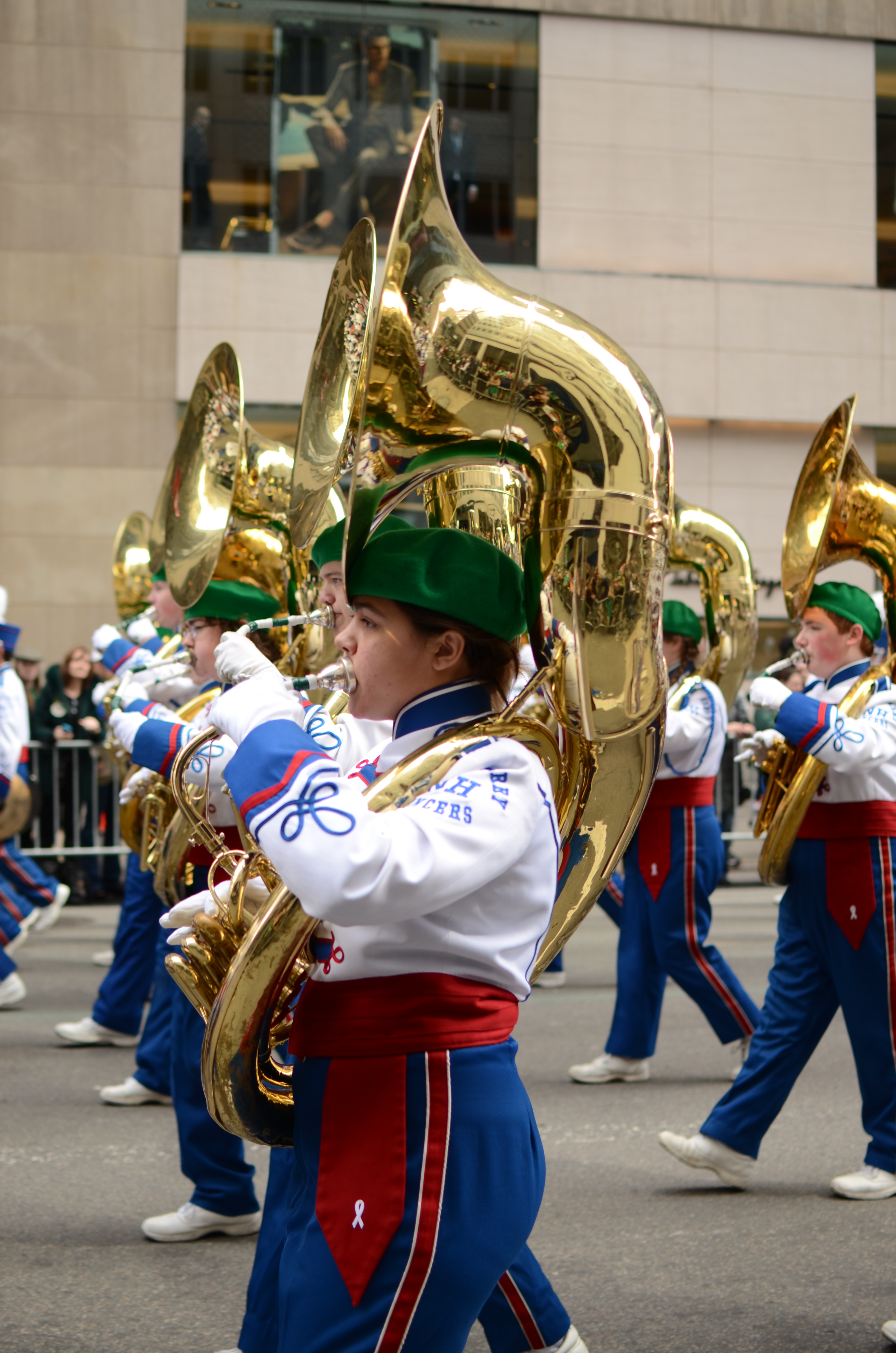
Een parade in New York (2015)
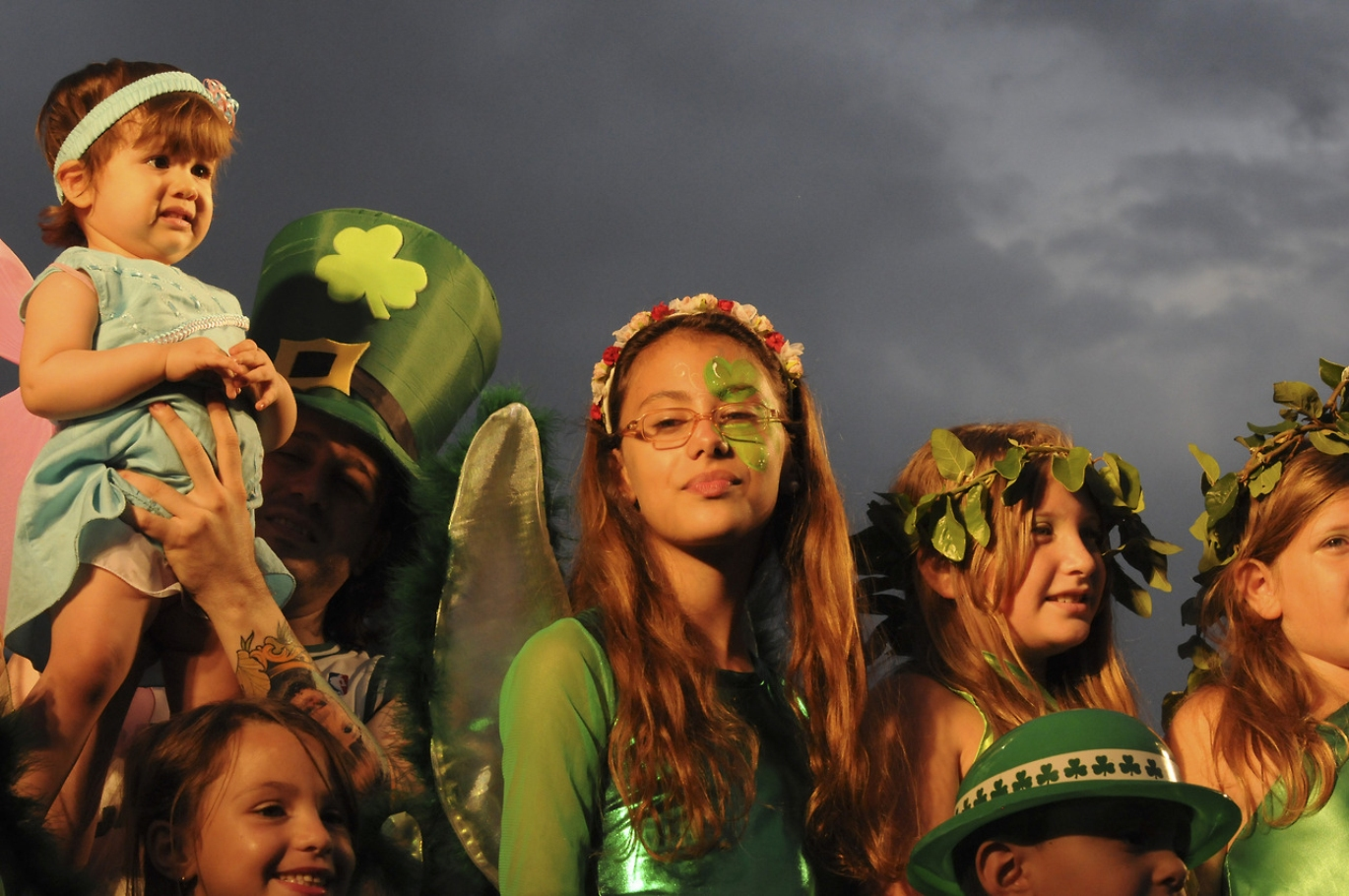
Saint Patrick's Day in Buenos Aires (2013)
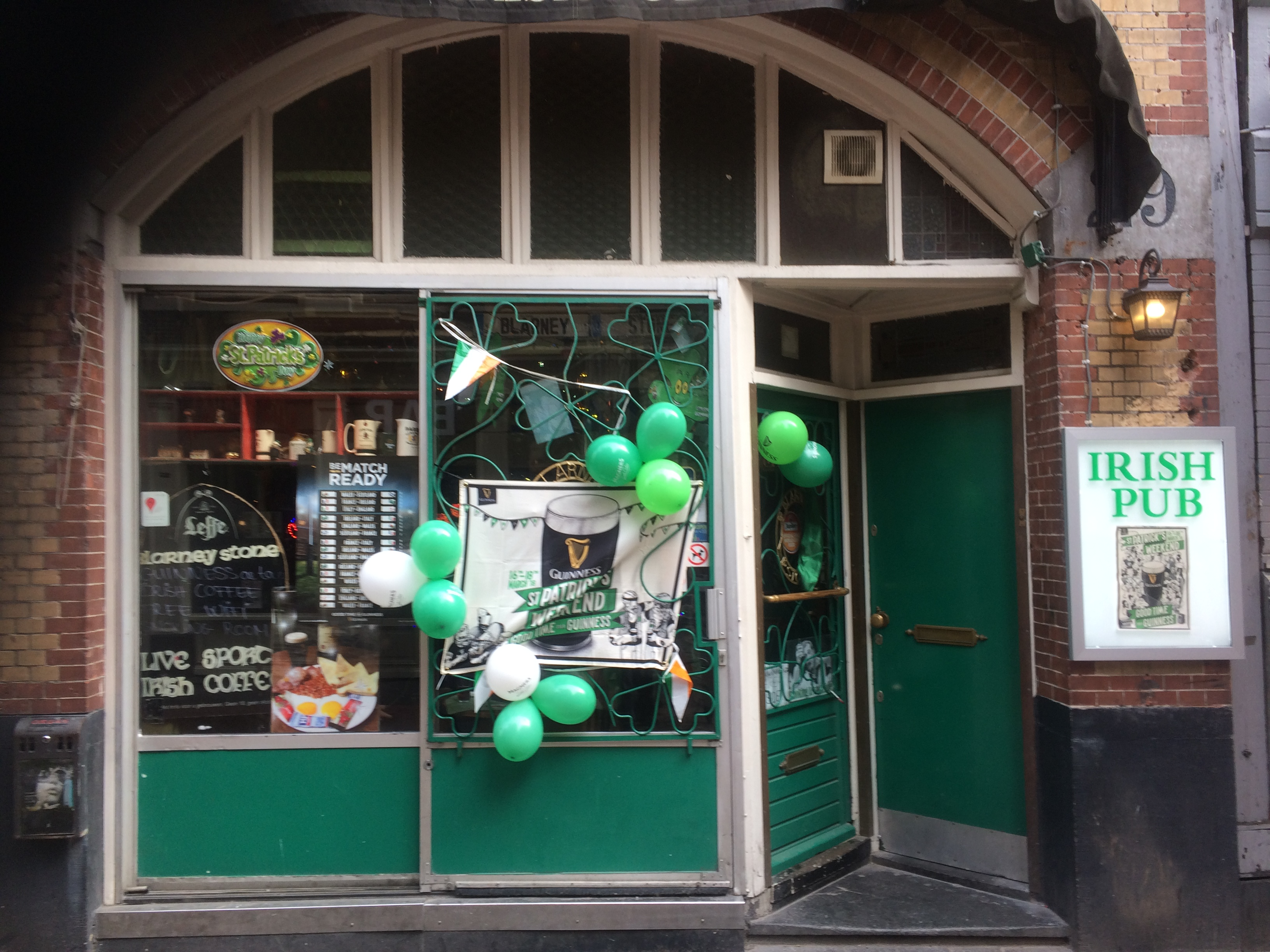
Saint Patrick's Weekend in Amsterdam, omdat 17 maart in 2018 op zaterdag viel